# V. Péter aragóniai király
V. Péter (1429 körül – Granollers, 1466. június 30.) az Aviz-házból való. Dédapja, IV. (Szertartásos) Péter aragón király révén választották Aragónia királyává II. János aragóniai király ellenében. I. Sarolta ciprusi királynő sógora.

## Élete
Péter infáns és Urgelli Izabella grófnő elsőszülött gyermeke. A szülők 1428. szeptember 13-án házasodtak össze.
Apai nagyszülei: I. János portugál király és Lancasteri Filippa angol királyi hercegnő
Anyai nagyszülei: II. (Barcelonai) Jakab urgelli gróf és Aragóniai Izabella aragón királyi hercegnő, IV. (Szertartásos) Péter aragón király és Fortià Szibilla lánya
Péter már születésekor bekerült az aragóniai trónöröklési sorba, ugyanis anyai nagyapja, II. Jakab gróf volt akkorra a Barcelonai-dinasztia utolsó férfi leszármazottja.

## Fordítás
Ez a szócikk részben vagy egészben  a   Peter V of Aragon című angol Wikipédia-szócikk fordításán alapul.  Az eredeti cikk szerkesztőit annak laptörténete sorolja fel. Ez a jelzés csupán a megfogalmazás eredetét és a szerzői jogokat jelzi, nem szolgál a cikkben szereplő információk forrásmegjelöléseként.